# Hawaïaanse boomvaren
De Hawaïaanse boomvaren (Cibotium menziesii) is een boomvaren met een duidelijke stam, die evenals de bladstelen dicht met grote, strobruine schubben is bedekt. De bladeren zijn zeer groot, meermalen samengesteld. De sori bevinden zich aan de bladrand en zijn voorzien van een tweekleppig indusium.